# David Sánchez (tennis)
Pour les articles homonymes, voir Sánchez et David Sánchez.
David Sánchez Muñoz, né le 20 avril 1978 à Zamora, est un joueur de tennis espagnol, professionnel de 1997 à 2005.

## Palmarès

### Titres en simple messieurs
| No | Date       | Nom et lieu du tournoi                | Catégorie   | Dotation  | Surface      | Finaliste     | Score         |          |
| -- | ---------- | ------------------------------------- | ----------- | --------- | ------------ | ------------- | ------------- | -------- |
| 1  | 10-02-2003 | BellSouth Open by Rosen, Viña del Mar | Int' Series | 320 000 $ | Terre (ext.) | Marcelo Ríos  | 1-6, 6-3, 6-3 | Parcours |
| 2  | 08-09-2003 | BCR Open Romania, Bucarest            | Int' Series | 355 000 $ | Terre (ext.) | Nicolás Massú | 6-2, 6-2      | Parcours |

## Parcours dans les tournois duGrand Chelem

### En simple
| Année | Open d'Australie | Open d'Australie | Internationaux de France | Internationaux de France | Wimbledon       | Wimbledon     | US Open         | US Open       |
| ----- | ---------------- | ---------------- | ------------------------ | ------------------------ | --------------- | ------------- | --------------- | ------------- |
| 2000  | —                | —                | —                        | —                        | —               | —             | 1er tour (1/64) | P. Kralert    |
| 2001  | 1er tour (1/64)  | F. Squillari     | 3e tour (1/16)           | R. Federer               | 1er tour (1/64) | H. Arazi      | 1er tour (1/64) | J. Blake      |
| 2002  | 1er tour (1/64)  | A. Voinea        | 2e tour (1/32)           | A. Agassi                | 1er tour (1/64) | D. Nalbandian | 1er tour (1/64) | T. Haas       |
| 2003  | 2e tour (1/32)   | N. Lapentti      | 1er tour (1/64)          | M. Youzhny               | 1er tour (1/64) | M. Llodra     | 1er tour (1/64) | J.-M. Gambill |
| 2004  | 2e tour (1/32)   | W. Ferreira      | 1er tour (1/64)          | S. Koubek                | 1er tour (1/64) | D. Hrbatý     | 2e tour (1/32)  | R. Mello      |
| 2005  | 1er tour (1/64)  | S. Sargsian      | 3e tour (1/16)           | T. Robredo               | —               | —             | —               | —             |

N.B. : à droite du résultat se trouve le nom de l'ultime adversaire.

### En double
| Année | Open d'Australie           | Open d'Australie    | Internationaux de France    | Internationaux de France | Wimbledon                  | Wimbledon                   | US Open                  | US Open              |
| ----- | -------------------------- | ------------------- | --------------------------- | ------------------------ | -------------------------- | --------------------------- | ------------------------ | -------------------- |
| 2003  | 1er tour (1/32) A. Martín  | O. Fukárek P. Luxa  | —                           | —                        | —                          | —                           | 1er tour (1/32) R. Nadal | M. Knowles D. Nestor |
| 2004  | 1er tour (1/32) R. Ramírez | W. Black K. Ullyett | 1er tour (1/32) A. Montañés | J. Palmer P. Vízner      | 1er tour (1/32) I. Andreev | M. Fyrstenberg M. Matkowski | 2e tour (1/16) A. Martín | W. Black K. Ullyett  |

N.B. : le nom du ou de la partenaire se trouve sous le résultat ; le nom des ultimes adversaires se trouve à droite.